# Bolgár László
Bolgár László (Temesvár, 1911. szeptember 11. – Riom-ès-Montagnes, 1990. június 16.) magyar újságíró, műfordító.

## Életpályája
1935-ben a Budapesti Tudományegyetemen jogi doktorátust szerzett. 1935-ben a külügyi pályára lépett. 1935–1945 között Belgrádban, Zágrábban és Szófiában sajtóattaséként dolgozott. 1945–1947 között rádiótudósító volt. 1947-ben Franciaországba költözött. 1948–1958 között Párizsban a Francia Rádió magyar adásának szerkesztője volt. 1950-től elnöke volt a Szabad Magyar Újságírók Egyesületének. 1957-ben előadást tartott Párizsban a Magyar Népierők Találkozóján. 1958–1969 között a Francia Rádió kelet-európai adások helyettes vezetője, 1969–1975 között vezetője volt.
Cikkei jelentek meg irodalmi folyóiratokban (Irodalmi Újság, Ahogy lehet, Látóhatár). Munkatársa volt a Párizsban 1953-ban megjelent Valóság című időszaki folyóiratnak. Magyar irodalmi műveket fordított francia nyelvre.